# Дендропанакс
Дендропанакс (лат. Dendropanax) — род деревянистых растений семейства Аралиевые (Araliaceae).

## Описание
Вечнозелёные, неколючие деревья и кустарники. Листья простые, цельные, реже 3—5-лопастные.
Цветки 5—8-мерные, обоеполые или полигамные, собраны в конечные зонтиковидные соцветия. Плоды ягодообразные, округлые.

## Виды
По информации базы данных The Plant List, род включает 99 видов, некоторые из них:
- Dendropanax arboreus (L.) Decne. & Planch. typus[1]
- Dendropanax bilocularis C.N.Ho
- Dendropanax burmanicus Merr.
- Dendropanax caloneurus (Harms) Merr.
- Dendropanax chevalieri (R.Vig.) Merr.
- Dendropanax confertus H.L.Li
- Dendropanax cuneatus (DC.) Decne. & Planch.
- Dendropanax dentiger (Harms) Merr.
- Dendropanax hainanensis (Merr. & Chun) Chun
- Dendropanax kwangsiensis H.L.Li
- Dendropanax oligodontus Merr. & Chun
- Dendropanax productus H.L.Li
- Dendropanax proteus (Champ. ex Benth.) Benth.
- Dendropanax stellatus H.L.Li
- Dendropanax trifidus (Thunb.) Makino ex H.Hara — Дендропанакс трёхнадрезанный, или Дендропанакс японский